# اتحاد قوى التغيير والديمقراطية
اتحاد قوى التغيير والديمقراطية (بالفرنسية: Union des forces pour le changement et la démocratie) هي جماعة متمردة تشادية انشقت عن اتحاد القوى من أجل الديمقراطية والتنمية في مارس 2008.
تأسست المجموعة على يد أدوما حسب الله جدارب الذي أراد استقلالية أكبر عن محمد نوري زعيم اتحاد القوى من أجل الديمقراطية والتنمية. أدوما كان عضوا في الجبهة الشعبية للنهضة الوطنية، وفيما بعد الجبهة المتحدة للتغيير الديمقراطي. بعد هجوم الجبهة المتحدة من أجل التغيير الفاشل على نجامينا، أخذ العديد من مقاتلي الاتحاد من الجبهة وقادهم للانضمام إلى اتحاد القوى من أجل الديمقراطية والتنمية. في أبريل 2008 كان لدى المجموعة حوالي 2.000 مسلح.